# Weiler Werkzeugmaschinen
Die Weiler Werkzeugmaschinen GmbH (Eigenschreibweise WEILER) ist ein mittelständisches Unternehmen der Werkzeugmaschinenindustrie in Mausdorf/Emskirchen bei Herzogenaurach. Weiler stellt Drehmaschinen unterschiedlicher Bauart und Größen sowie Radialbohrmaschinen her.

## Geschichte
Friedrich Weiler gründete das Unternehmen im Jahre 1938. Anfangs produzierte er Drehmaschinen in einem behelfsmäßigen Bau, dem Gebäude einer ehemaligen Schuhfabrik im fränkischen Herzogenaurach. Zum damaligen Zeitpunkt war es im Rahmen eines Vierjahresplans Bestreben der deutschen Reichsregierung, eine eigene Werkzeugmaschinenindustrie nach Kräften zu fördern, um das Land von den damals führenden Schweizer Herstellern unabhängig zu machen. Technologischer Input kam insbesondere auch von der Technischen Universität München.
Nach dem Zweiten Weltkrieg gelang es, an die Vorkriegsentwicklung anzuknüpfen und die Fertigung von Drehmaschinen ab 1948 wieder aufzunehmen. Im Zuge des allgemeinen Wirtschaftsaufschwunges in der Bundesrepublik ging es auch bei Weiler steil bergauf; bereits 1959 wurde die Fabrik in Herzogenaurach zu klein, so dass ein zweites Werk in Ansbach gebaut wurde. Im Jahre 1969 übernahm der Sohn des Unternehmensgründers Hermann Weiler das Ruder.
1977 wurden die ersten CNC-Drehmaschinen gebaut. Abermals wurden die existierenden Fertigungsstätten zu klein, und ein völlig neues Werk wurde in Mausdorf/Emskirchen auf der „grünen Wiese“ gebaut.
Ende der 1980er Jahre geriet das Unternehmen in wirtschaftliche Schwierigkeiten, so dass sie im Jahre 1990 an die Voest Alpine Steinel, ein österreichischer Konzern, verkauft wurde. Friedrich K. Eisler wurde Topmanager, und Hermann Weiler verließ das Unternehmen 1993.
Da sich herausstellte, dass die Fertigung an drei verschiedenen Standorten Nachteile mit sich brachte, wurde beschlossen, im Rahmen einer kompletten Umstrukturierung Ansbach und Herzogenaurach stillzulegen und die Fertigung in Mausdorf zu konzentrieren. Mitte der 1990er Jahre übernahm Friedrich K. Eisler im Rahmen eines Management-Buy-Outs das Unternehmen als alleiniger Gesellschafter von der Voest Alpine Steinel, so dass Weiler sich wieder in Familienbesitz befand. Eine kontinuierliche Aufwärtsentwicklung setzte ein.
Im Jahr 2000 wurde die Werkzeugmaschinenfabrik in Holoubkov, Tschechien, von Weiler übernommen. Hier werden – neben Zulieferkomponenten für die Drehmaschinenfertigung – insbesondere die Weiler-Radialbohrmaschinen hergestellt.
Seit 2016 ist der bekannte Fräsmaschinenhersteller Kunzmann Teil der Weiler-Gruppe. Kunzmann ist vornehmlich durch seine manuell bedienbaren Fräsmaschinen bekannt, die häufig in Lehrwerkstätten zu finden sind.

## Produktionsstandorte
Im Stammwerk in Mausdorf sind etwa 300 Mitarbeiter mit der Herstellung von Drehmaschinen beschäftigt. In Holoubkov (bei Rokycany), Tschechien konzentriert sich die Fertigung von Radialbohrmaschinen. Weiler North America in Mount Pleasant (South Carolina) fungiert als Vertriebsbüro für den wichtigen nordamerikanischen Absatzmarkt.

## Produkte

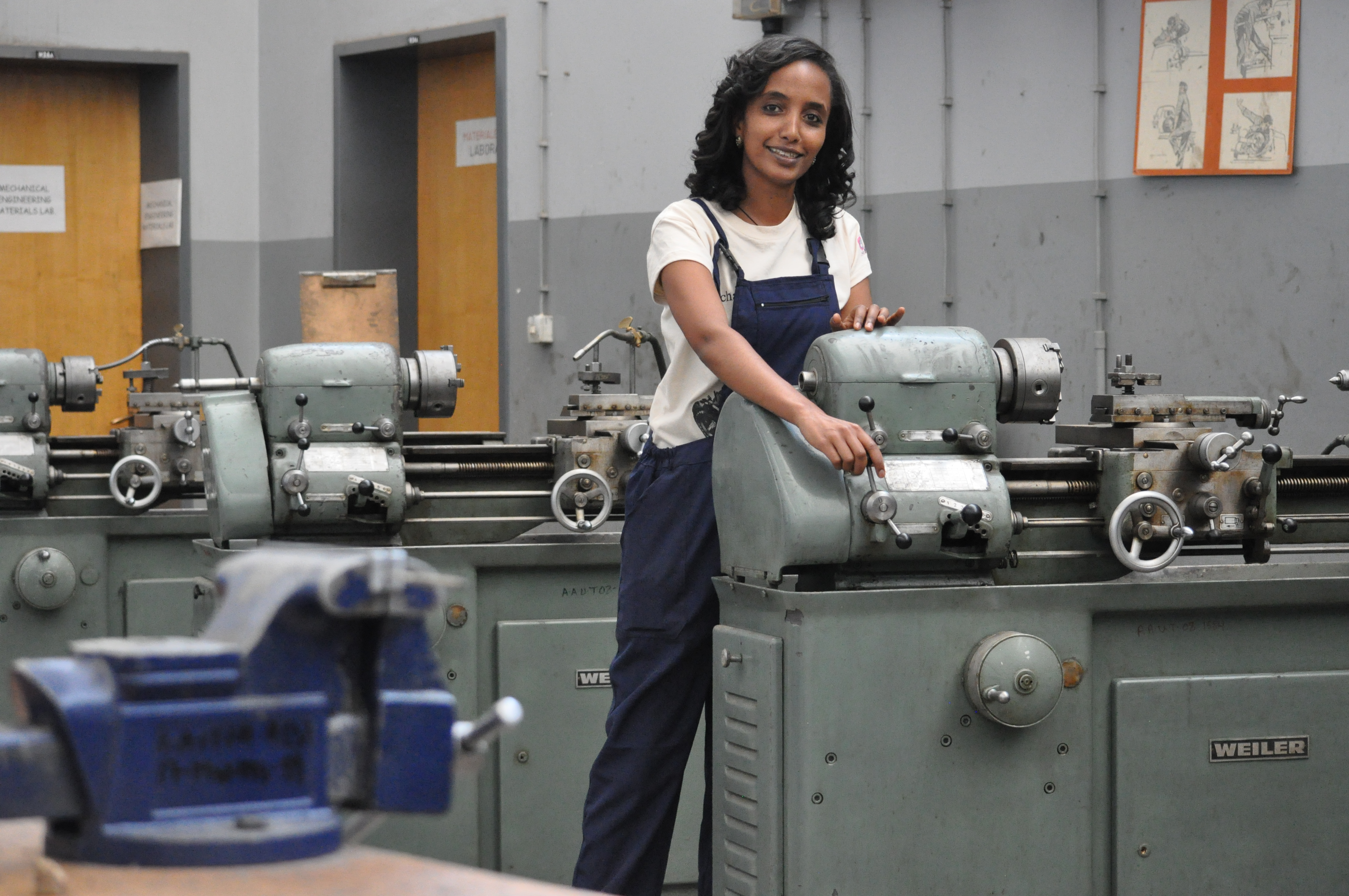
Weiler Drehmaschinen in Äthiopien.

- Drehmaschinen in konventioneller Bauart
- Servokonventionelle Drehmaschinen („C-Reihe“)
- Zyklengesteuerte Drehmaschinen („E-Reihe“)
- CNC-Drehmaschinen
- Radialbohrmaschinen